# Zaporizhzhia (vùng)

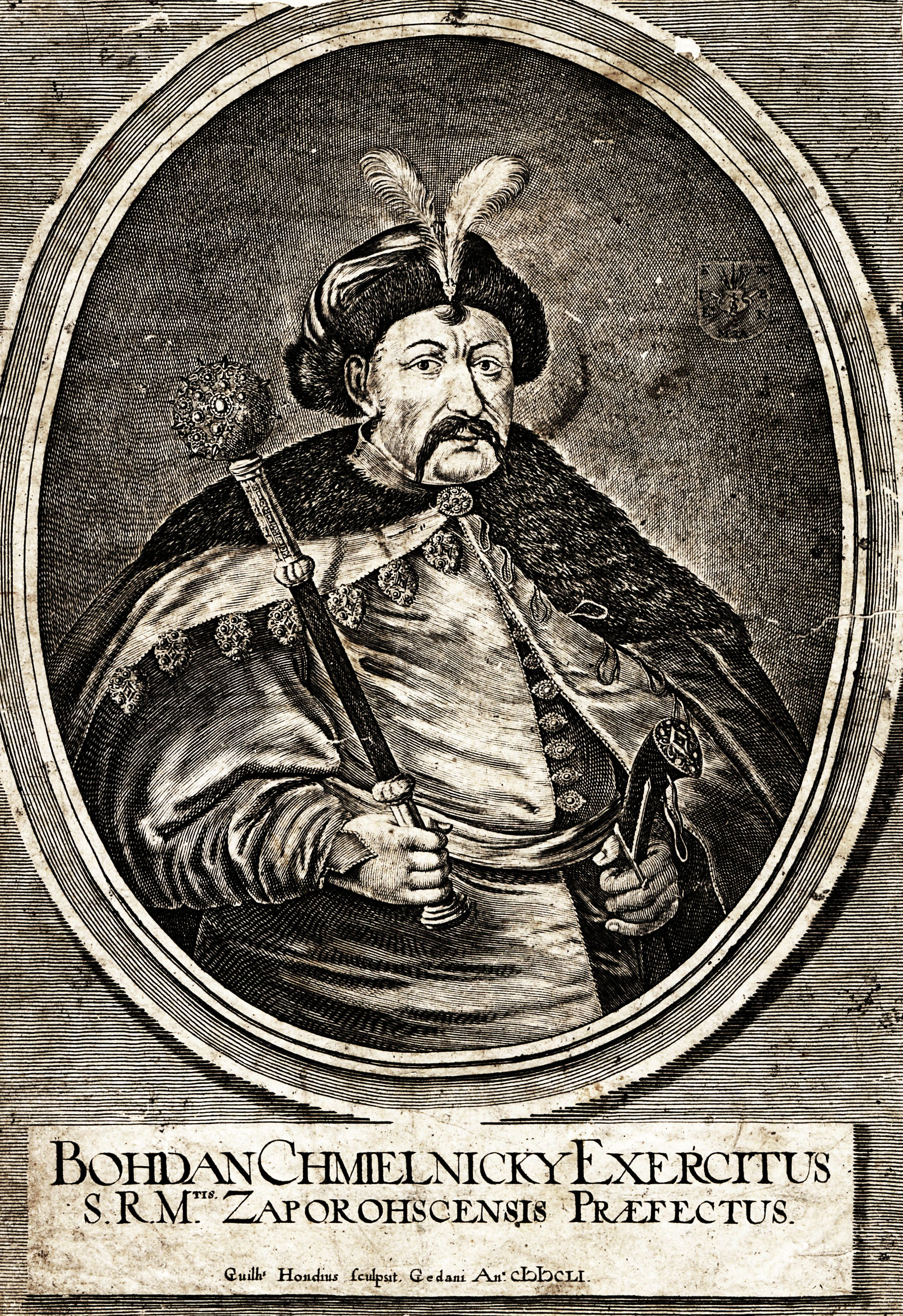
Bohdan Khmelnytsky là "thái thú Zaporohscensis" (1651)

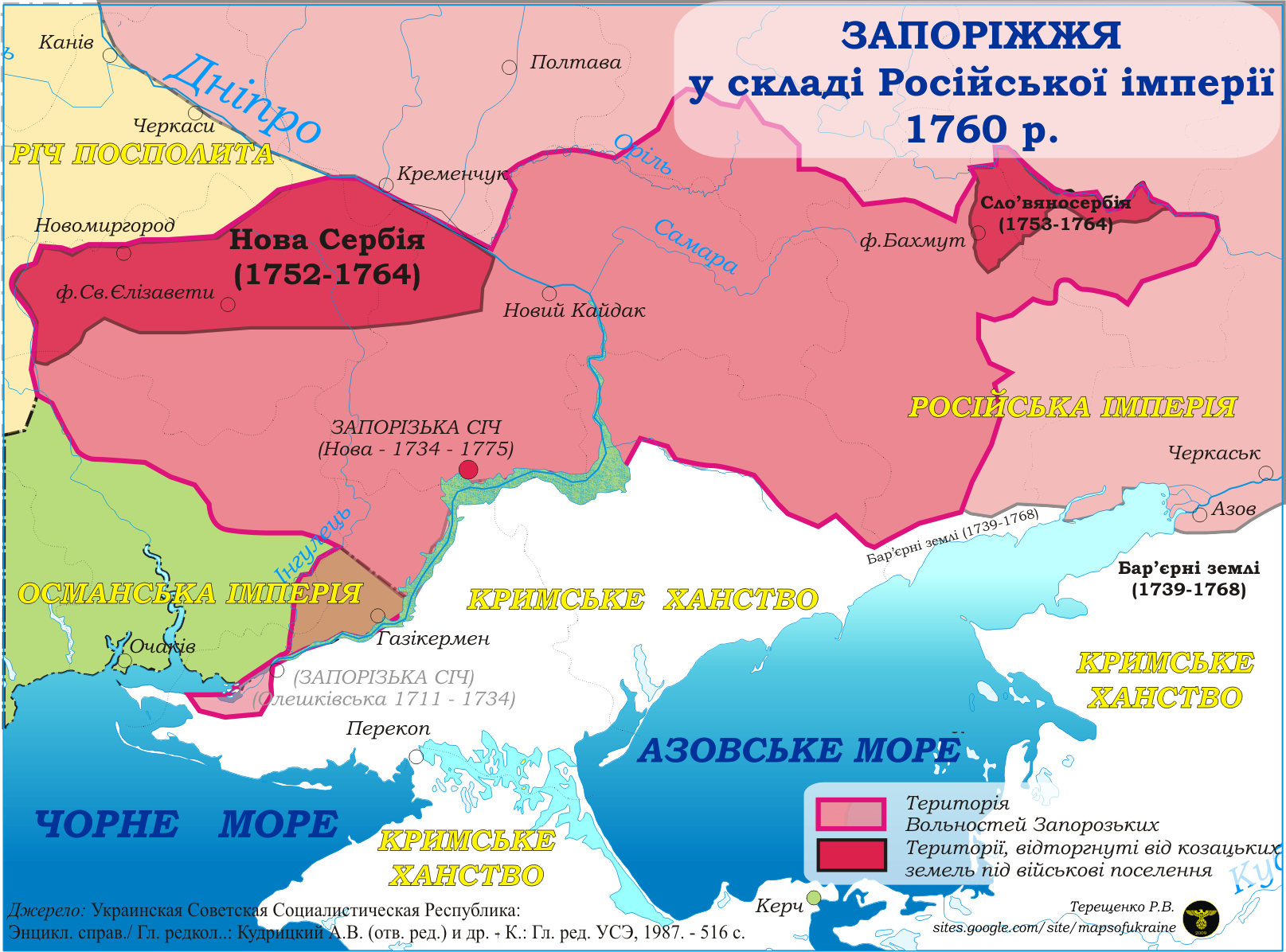
Zaporizhzhia năm 1760

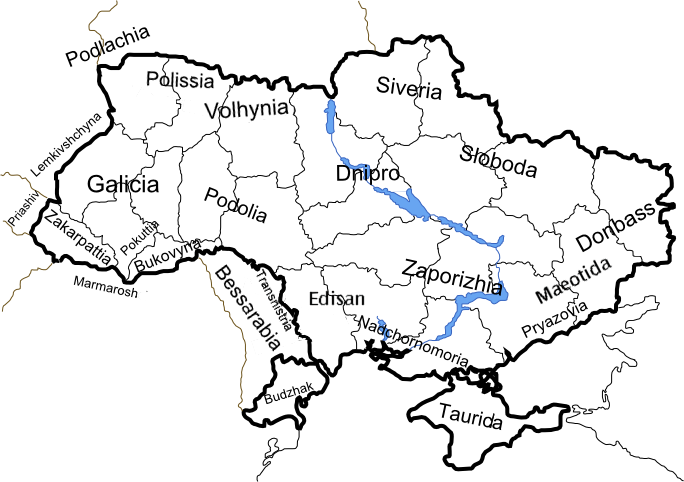
Bản đồ các vùng lịch sử của Ukraina

Zaporizhzhia hay Zaporozhzhia (tiếng Ukraina: Запоріжжя, đã Latinh hoá: Zaporizhzhia) là một khu vực lịch sử ở trung-đông Ukraina bên dưới các ghềnh sông Dnepr, tên gọi có nghĩa đen là "(lãnh thổ) bên kia các ghềnh".
Từ thế kỷ 16 đến thế kỷ 18, vùng Zaporizhzhia hoạt động như một lãnh thổ Cossack gần như một cộng hòa bán độc lập, với trung tâm là Sich Zaporizhia. Vùng Zaporizhzhia hiện tương ứng với tỉnh Dnipropetrovsk, phần lớn các tỉnh Zaporizhzhia và Kirovohrad, cũng như một phần của các tỉnh Kherson và Donetsk của Ukraina.

## Tên gọi
Khu vực này được chính thức gọi là "Vùng đất tự do của Quân đoàn Hạ Zaporizhzhia" (tiếng Ukraina: Вольності Війська Запорозького Низового, tiếng Ba Lan: Zaporoże; Dzikie Pola (Cánh đồng hoang hoặc Đồng bằng hoang dã), tiếng Nga: Запоро́жье, đã Latinh hoá: Zaporož'je). Vùng còn được gọi là Cánh đồng hoang, Novorossiya (ở Nga) và những tên khác.

## Lịch sử

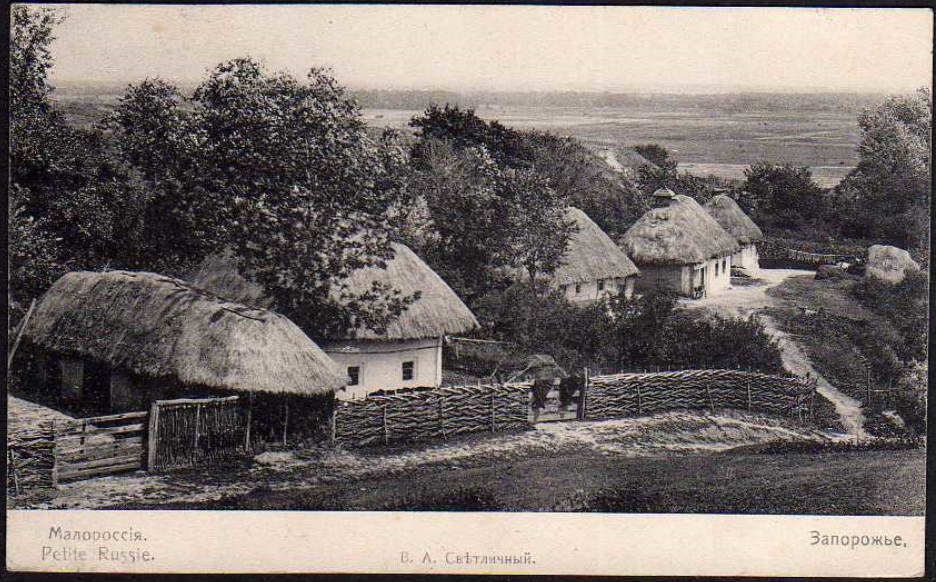
Zaporizhzhia - Malorossiya (Tiểu Nga) (bưu thiếp)

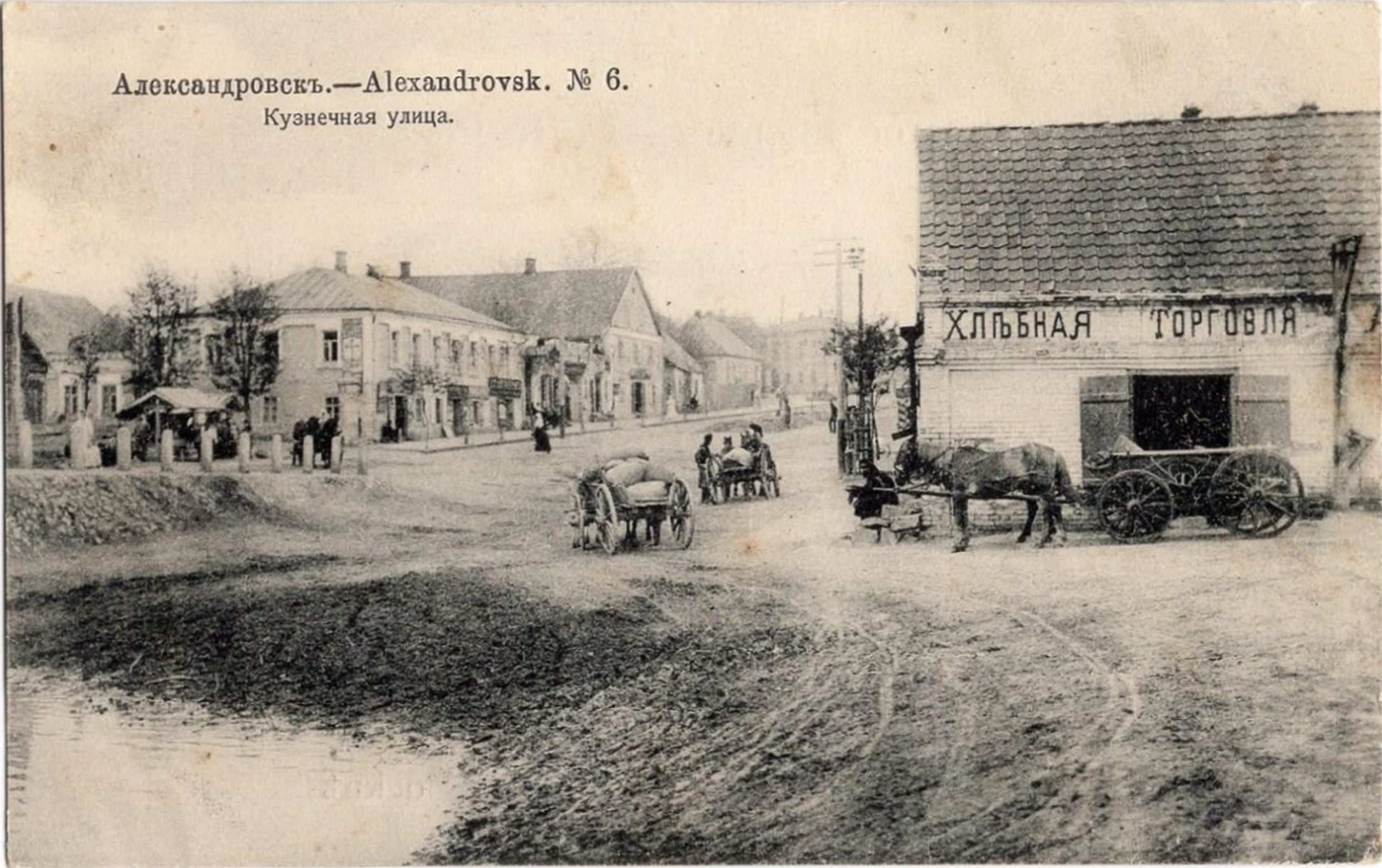
Quang cảnh Alexandrovsk cuối thế kỷ 19.